# Selenia fumata
Selenia fumata là một loài bướm đêm trong họ Geometridae.